# Bernhard Ernst (Politiker)
Bernhard Ernst (* 28. Februar 1961 in Salzburg; † 8. Dezember 2012 in Seefeld in Tirol) war ein österreichischer Unternehmensberater und Politiker. Ernst war von 1994 bis 1999 Abgeordneter zum Tiroler Landtag für Die Grünen und von 2008 bis 2012 Abgeordneter der Liste FRITZ-Bürgerforum Tirol im Landtag.

## Ausbildung und Beruf
Ernst besuchte die Volksschule in Hochfilzen und das Gymnasium in St. Johann in Tirol, bevor er an das Bundesoberstufenrealgymnasium in Salzburg wechselte und die Erzieherschule der Diözese Innsbruck in Pfaffenhofen absolvierte. Ab 1981 arbeitete Ernst als Erzieher und Internatsleiter und war zwischen 2002 und 2008 Selbständiger mit einem Büro für Kommunikation. Zudem war Ernst zwischen 2004 und 2008 als Unternehmensberater in den Kernbereichen Strategie und Kommunikationsarchitektur tätig. Mit dem 1. Juli 2008 vollzog er die Ruhendmeldung der Gewerbe Unternehmensberatung und Werbeagentur und war seitdem hauptberuflich als Politiker tätig.

## Politik
Bernhard Ernst war Mitglied zahlreicher Bürgerinitiativen auf lokaler und nationaler Ebene – zu folgenden Themen: Kampf gegen die Müllverbrennung und gegen große Abfalldeponien, Lösung des Transitproblems, Widerstand gegen den Bau von Kraftwerken im Lechtal, Einsatz für die schulische Integration von Kindern mit Handicap. Ernst war von 1992 bis 2001 als Mitglied der Liste JUF Gemeinderat in Inzing. Zwischen dem 5. April 1994 und dem 30. März 1999 vertrat er die Tiroler Grünen als Abgeordneter im Landtag, trat jedoch im Jahr 2000 aus der Partei aus. 2004 zog er mit der freien Bürgerliste „Für Inzing“ erneut in den Inzinger Gemeinderat ein. Bei der Landtagswahl 2008 in Tirol engagierte er sich für die Liste von Fritz Dinkhauser – Bürgerforum Tirol, deren Wahlkampf er managte. Ernst wurde nach der Wahl am 1. Juli 2008 als Abgeordneter der Liste FRITZ – Bürgerforum Tirol und deren Klubobmann im Tiroler Landtag angelobt.

## Privates
Ernst wurde als zweites von fünf Kindern geboren und wuchs in Fieberbrunn und Hochfilzen auf. Er war verheiratet, wurde Vater dreier Söhne (geboren 1984, 1986 und 1993) und wohnte in Inzing. Im Sportbereich engagierte sich Bernhard Ernst von 1998 bis 2008 beim Tiroler und Österreichischen Ringsport-Verband unter anderem als Präsident. Am 8. Dezember 2012 erlitt Bernhard Ernst einen Herzinfarkt.